# Taxa de fals rebuig
La taxa de fals rebuig (TFR) d'un sistema d'identificació biomètrica representa la quantitat d'usuaris genuins rebutjats pel sistema. Es calcula com el quocient entre la quantitat d'usuaris genuins rebutjats pel sistema dividit pel nombre total d'usuaris genuïns que han intentat accedir al sistema.